# Navarra (passe)
Pour les articles homonymes, voir Navarra.
Dans le monde de la tauromachie, la navarra (« navarraise » en français) est une passe de cape, progressivement améliorée par plusieurs matadors. Elle est considérée comme l'ancêtre de la Chicuelina.

## Description
Selon le torero Guerrita, la navarra  s'exécute ainsi : le matador se place comme pour exécuter une véronique, puis, quand le taureau humilie, à tête passée, l'homme retire la cape vers le bas et  il pivote dans le sens contraire de celui où il a marqué la sortie.
Il s'agit d'une variante de la véronique pivotée, le torero tenant la cape basse au lieu de l'enrouler autour de son corps comme pour la chicuelina.

## Utilité
Alors que la chicuelina est une simple passe de adorno, la navarra est utile pour modifier le comportement d'un taureau, éventuellement pour corriger ses défauts s'il ne baisse pas la tête. Le fait de la remplacer par la chicuelina est pour le torero, un signe qu'il préfère l'ornemental à l'efficacité.

## Historique
Les historiens de la tauromachie donnent un historique de cette passe. Robert Bérard considère que le premier à l'avoir décrite est Pepe Hillo. « Cúchares »  et « Cara Ancha » l'auraient utilisée  très souvent, tandis que Nicanor Villalta, Marcial Lalanda, et « Armillita Chico » auraient été les derniers à la réaliser de manière habituelle.
Cette passe a été brillamment réalisée par le matador arlésien Juan Bautista à plusieurs reprises, et notamment pendant la Feria du riz de l'automne 2010.